# AOP Records
AOP Records (Abk. für Art of Propaganda) ist ein deutsches Musiklabel aus Seesen in Niedersachsen welches 2004 von Sven Rosenkranz gegründet wurde und sich auf Extreme Metal, Black Metal, Post-Black-Metal, Doom Metal, Hard Rock, Post Rock und Blackgaze spezialisiert hat.
Die Künstler des Labels sind untereinander gut vernetzt und arbeiten auch häufig zusammen oder unterstützen sich bei Live-Auftritten. Auf ihren Alben finden sich nicht selten Gastauftritte anderer Bands des Labels. Zu den bekanntesten Bands des Labels gehören Harakiri for the Sky, Karg, Ellende, Firtan, Groza, Waldgeflüster und Agrypnie. Mitte 2025 kam Heretoir ebenfalls zu AOP Records.

## Künstler
- Acacia
- Agrypnie
- Allochiria
- Anomalie
- Anti
- Apati
- Astriaal
- Atra
- Azavatar
- Blaze of Sorrow
- Decibel Rebels
- Elimi
- Ellende
- Eskapi
- Fiend
- Finsterforst
- Firtan
- Forgotten Darkness
- Freitod
- Frostkrieg
- Gloson
- Godkiller
- Groza
- Harakiri for the Sky
- Hårda Skit
- Hellvetic Frost
- Heretoir
- Horn
- Horned Almighty
- Infesting Swarm
- Insane Vesper
- Karg
- Kjeld
- Kommandant
- Korgonthurus
- Latitude Egress
- Lejare
- Lugnasad
- Mourning Dawn
- Nachtvorst
- Seagrave
- Seer
- Self-Inflicted Violence
- Spire
- Spite Extreme Wing
- Svart
- Thornesbreed
- Thunderbolt
- Thunderdeath
- Tumulus Anmatus
- Vanhelga
- Vex
- Waldgeflüster
- Whiskey Ritual
- Wolfthorn
- Wolfthrone